# Príncipetrast
Príncipetrast (Turdus xanthorhynchus) är en akut utrotningshotad fågel i familjen trastar inom ordningen tättingar.

## Utseende och läten
Príncipetrasten är en 24 cm lång och brunaktig fågel. Ovansidan är matt olivbrun, med något mörkare huvud och smutsbeige med vitaktiga streck på haka och strupe. På bröstet syns mörk fjällning på beigefärgad botten, övergående till vitt på resten av undersidan. De undre vingtäckarna är ljust orangebeige i kontrast mot den gräddfärgade undersidan av vingen. Ögonirisen med en smal, gul ring runt, medan den stora näbben är lysande gul. Även benen är gula, dock mattare. Ungfågeln liknar den adulta med ljusa beiga fläckar ovan och bruna under.
Liknande sãotométrasten på grannön São Tomé är större med ljusare undersida medan både näbb och ben är mörka. Den har vidare mörkbrun eller röd ögoniris och saknar en ljus ring runt ögat. Lätet är helt olikt andra afrikanska trastar, ett mörkt gurglande.

## Utbredning och status
Fågeln förekommer enbart på ön Príncipe i Guineabukten. Tidigare behandlades den och sãotométrasten (Turdus olivaceofuscus) som en och samma art, men studier visar att de skiljer sig åt både i utseende, läten och även genetiskt.

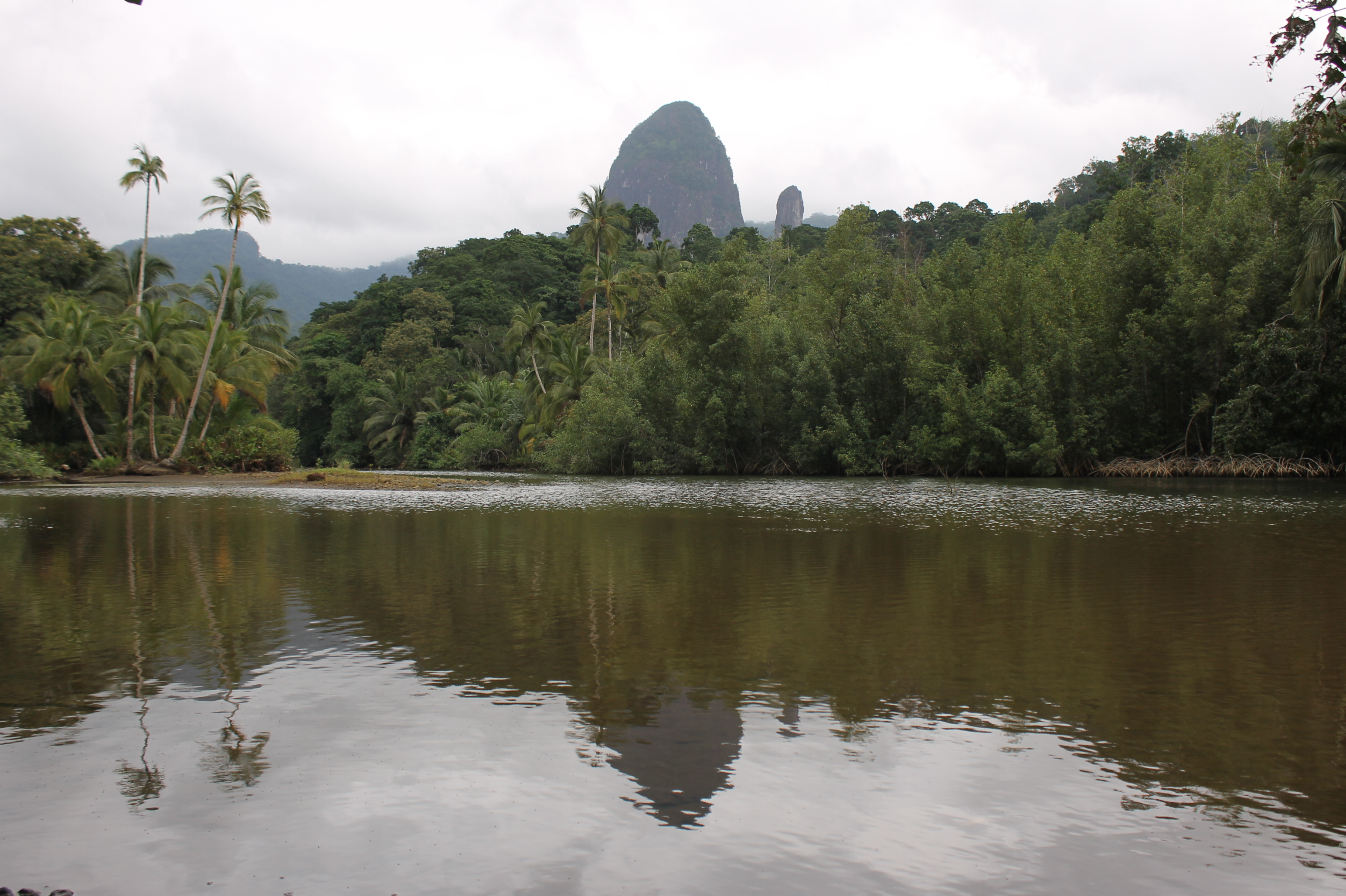
Fågeln återfinns endast här på ön Príncipe i Guineabukten.

## Status och hot
IUCN kategoriserar arten som akut hotad. Den tros ha en mycket liten världspopulation på under 250 vuxna individer och tros minska i antal till följd av jakt och habitatförstörelse.